# Castle Bromwich
Castle Bromwich är en civil parish i Storbritannien.   Den ligger i distriktet Solihull i grevskapet West Midlands i riksdelen England, i den södra delen av landet, 160 km nordväst om huvudstaden London.